# Рубинштейн, Иосиф Адольфович
Иосиф Рубинштейн (нем. Joseph Rubinstein; 8 февраля 1847, Староконстантинов — 15 сентября 1884, Люцерн) — немецкий пианист из семьи российских евреев.

## Биография
Иосиф Адольфович Рубинштейн родился в семье потомственного почётного гражданина Адольфа Рувимовича (Романовича) Рубинштейна. Принадлежал к одной из богатейших семей южной России. Его дед, Рувим (Роман) Осипович Рубинштейн — основатель банкирского дома «Роман Рубинштейн и сыновья» в Харькове.
Учился в Венской консерватории у Йозефа Дакса, занимался также под руководством Ференца Листа. В 1869 г. в Зальцбурге получил звание придворного пианиста проживавшей там в это время российской великой княгини Елены Павловны.
В 1872 году, познакомившись благодаря композитору Александру Серову с музыкой тетралогии Рихарда Вагнера «Кольцо нибелунга», пережил потрясение и обратился к Вагнеру с письмом, прося разрешения каким-либо образом работать с ним и помогать ему. Вагнер ответил согласием, и Рубинштейн прибыл в Байройт. Здесь он занимался подготовкой нот для вагнеровских постановок, участвовал в проведении репетиций как пианист-аккомпаниатор, выполнил ряд фортепианных переложений из «Кольца нибелунга» и «Парсифаля», сопровождал Вагнера в его поездках в Париж и Венецию и просто музицировал дома для композитора и его семьи. Кроме того, Рубинштейн публиковал статьи в газете Bayreuther Blätter, считавшейся рупором Вагнера, в том числе с резкими нападками на музыку Роберта Шумана и Иоганнеса Брамса; было широко распространено мнение о том, что эти статьи были написаны если и не самим Вагнером, то по его подсказке, хотя дирижёр Антон Зайдль придерживался другого мнения, объясняя выпады Рубинштейна тем, что он не вполне понимал высказывания своего кумира. В 1876 г. в результате конфликта с Вагнером Рубинштейн покинул Байройт; в 1878—1879 гг. преподавал в Консерватории Хоха, затем вернулся и был прощён. Он также сочинял фортепианные пьесы, в 1880 г. выступил в Берлине с циклом лекций-концертов о «Хорошо темперированном клавире» Иоганна Себастьяна Баха, вызвавшим определённый резонанс в профессиональной среде (гонорар от этих выступлений пошёл в фонд Байройтского фестиваля). После смерти Вагнера впал в длительную депрессию и в конце концов застрелился.

## Память
Судьба Рубинштейна нередко обсуждается в связи с вопросом о том, как в жизни Вагнера сочетались постоянное высказывание антисемитских идей — и творческая близость с рядом музыкантов еврейского происхождения.